# Desterro Rugby Clube
Le Desterro Rugby Clube est un club brésilien basé à Florianópolis capitale de l'État de Santa Catarina au Brésil. Le club de rugby à XV participe actuellement au plus haut niveau du Championnat brésilien de rugby à XV avec de brillants résultats ces dernières années.

## Histoire
En 1994, un groupe de jeunes se regroupe autour de portugais  qui avait pratiqué le rugby à XV de nombreuses années. 
En 1995 le club de Desterro est fondé, M. Aurélio Zimmermann en est le premier président et l'argentin Carlos Gomis est le nouveau cadre technique de l'équipe. Ils intègrent donc en 1995 la fédération brésilienne de rugby à XV, la Associação Brasileira de Rugby (ABR).
En 1996 Desterro participe pour la première fois au Championnat brésilien de rugby à XV et il obtient déjà son premier titre, en s'imposant contre un redoutable adversaire Bandeirantes de São Paulo, par 24 à 21. 
Quatre ans plus tard, en 2000, Desterro réitère ce succès, desta l'emportant contre São José Rugby Clube de São José dos Campos, et un nouveau titre couronne l'année 2005, avec une nouvelle victoire sur l'équipe de São José dos Campos, de l'État de São Paulo.

## Principaux palmarès
Séniors hommes :
- Championnat brésilien de rugby à XV 3 fois (1996, 2000 et 2005)
- Championnat dans le sud du Brésil (Liga Sul de Rugby) 4 fois (2003, 2004, 2008 et 2009)
- Championnat Régional de l'État de Santa Catarina 2 fois (2006 et 2008)

Séniors femmes :
- Championnat dans le sud du Brésil (Liga Sul de Rugby) 2 fois (2005, 2006)
- Championnat Régional de l'État de Santa Catarina 1 fois (2006)

Juniors hommes :
- Championnat brésilien de rugby à XV 1 fois (1998)